# Beneath Your Beautiful
"Beneath Your Beautiful" é uma canção do cantor britânico Labrinth, gravada para o seu álbum de estreia Electronic Earth. Conta com a participação da compatriota Emeli Sandé e foi composta pelos dois intérpretes com o auxílio de Mike Posner e produção de Da Digglar.

## Desempenho nas tabelas musicais

### Posições
| Tabela musical (2012-2013)          | Melhor posição |
| ----------------------------------- | -------------- |
| Alemanha - Media Control AG         | 25             |
| Austrália - ARIA Singles Chart      | 5              |
| Áustria - Ö3 Austria Top 75         | 47             |
| Bélgica - Ultratop (Flandres)       | 4              |
| Bélgica - Ultratop (Valónia)        | 38             |
| Dinamarca - Tracklisten             | 26             |
| Escócia - Scottish Singles Chart    | 1              |
| Eslováquia - IFPI                   | 4              |
| Hungria - Rádiós Top 40             | 22             |
| Irlanda - IRMA                      | 1              |
| Nova Zelândia - RIANZ               | 4              |
| Países Baixos - Mega Single Top 100 | 16             |
| Polónia - ZPAV                      | 1              |
| Portugal - Portugal Digital Songs   | 1              |
| Chéquia - IFPI Česká Republika      | 5              |
| Reino Unido - UK Singles Chart      | 1              |
| Reino Unido - UK R&B Singles Chart  | 1              |
| Suécia - Sverigetopplistan          | 15             |
| Suíça - Schweizer Hitparade         | 21             |

## Histórico de lançamento
| País          | Data                   | Formato          | Editora discográfica |
| ------------- | ---------------------- | ---------------- | -------------------- |
| Reino Unido   | 18 de Outubro de 2012  | Impact Day       | Syco                 |
| França        | 9 de Novembro de 2012  | Descarga digital | Syco                 |
| Países Baixos | 9 de Novembro de 2012  | Descarga digital | Syco                 |
| Portugal      | 9 de Novembro de 2012  | Descarga digital | Syco                 |
| Alemanha      | 21 de Dezembro de 2012 | EP digital       | Syco                 |
| Alemanha      | 13 de Janeiro de 2013  | CD single        | Syco                 |